# Padrões de substituição de arenos
Padrões de substituição de arenos relacionada à isomeria de posição de arenos são parte da nomenclatura IUPAC da química orgânica e ponto fundamental de posição de outros substituintes que não o hidrogênio em relação a outros em hidrocarbonetos aromáticos.

## Substituiçõesorto,metaepara

Principais padrões de substituição de arenos.

- Na substituição orto, dois substituintes ocupam posições próximas uma a outra, as quais podem ser numeradas 1 e 2. Na diagrama, estas posições são marcadas R e orto.
- Na substituição meta os substituintes ocupam posições 1 e 3 (correspondendo a R e meta no diagrama).
- Na substituição para, a substituintes ocupam as posições opostas (posições 1 e 4). As toluidinas servem como um exemplo destes três tipos de substituição.

## Substituiçõesipso,mesoeperi

Substituição ipso.

Substituição meso.

Substituição peri.

- A substituição ipso descreve dois substituintes compartilhando a mesma posição no anel em um coposto intermediário em uma substituição eletrofílica aromática.
- A substituição meso refere-se à substituintes ocupando uma posição bezpilica. É observada em compostaos tais como calixarenos e acridinas.
- A substituição peri ocorre especificamente em naftalenos por substituintes na posições 1 e 8 posições.

## Substituiçãocineetele
- Na substituição cine, o grupo inserido tomo uma posição adjacente a que é ocupada pelo grupo lábil. Por exemplo, substituição cine é observado na química do arino.
- A substituição tele ocorre quando a nova posição é mais que um átomo fora do anel.[1]

## Origens
Os significados dos prefixos orto, meta e para são todos derivados do grego: respectivamente significando reto ou correto, seguinte ou após e aparentado ou similar. A realação com o atual significado é talvez não óbvia. A descrição orto foi historicamente usada para designar o composto original e um isômero foi frequentemente chamado o composto meta. Por exemplo, os nomes triviais ácido ortofosfórico e ácido trimetafósfico não guarda na nomenclatura qualquer relação com os compostos aromáticos. Do mesmo modo a descrição para foi reservada para apenas compostos relacionados proximamente.
Assim Berzelius chamou originalmente a forma racêmica do ácido aspártico do ácido para-aspártico (um outro termo obsoleto: ácido racêmico) em 1830. O uso das descrições orto, meta e para para anéis aromáticos substituídos múltiplos começa com Wilhelm Körner no período 1866-1874 embora ele tenha escolhido reservar o prefixo orto para o isômero 1,4 e o prefixo meta para o isômero 1,2. A nomenclatura atual (diferente daquela de Körner) foi introduzida pela Chemical Society em 1879.